# 34594 Rohanarora
34594 Rohanarora este o planetă minoră (asteroid) din centura de asteroizi. A fost descoperită pe 2 octombrie 2000 la Experimental Test Site⁠(d) de Lincoln Near-Earth Asteroid Research. 
Obiectul prezintă o orbită caracterizată de o semiaxă mare de 2,9923955 UAi, o excentricitate de 0,07, o înclinație de 4,25531 ° în raport cu ecliptica.